# Karni Matatempel

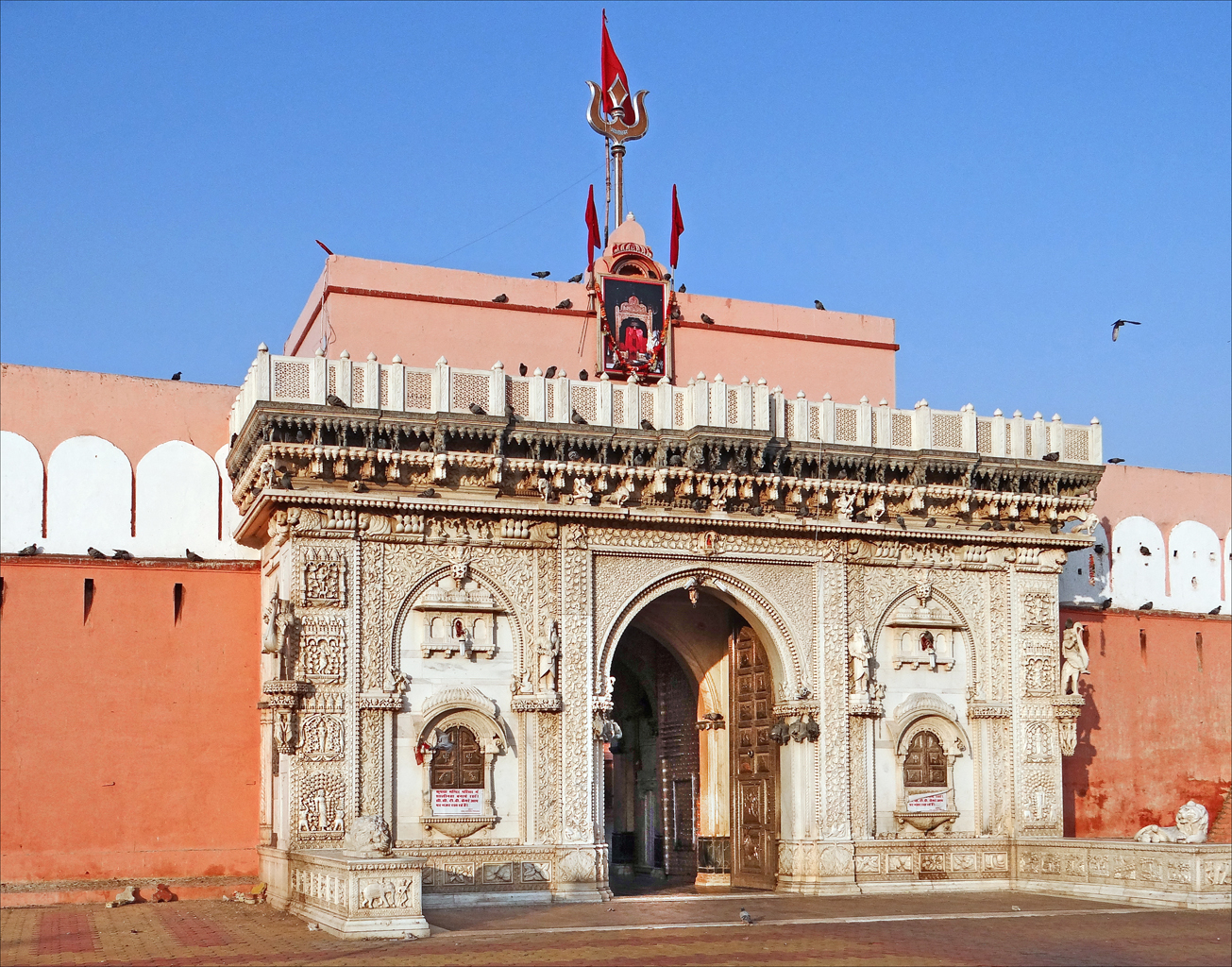
Voorzijde van de Karni Matatempel

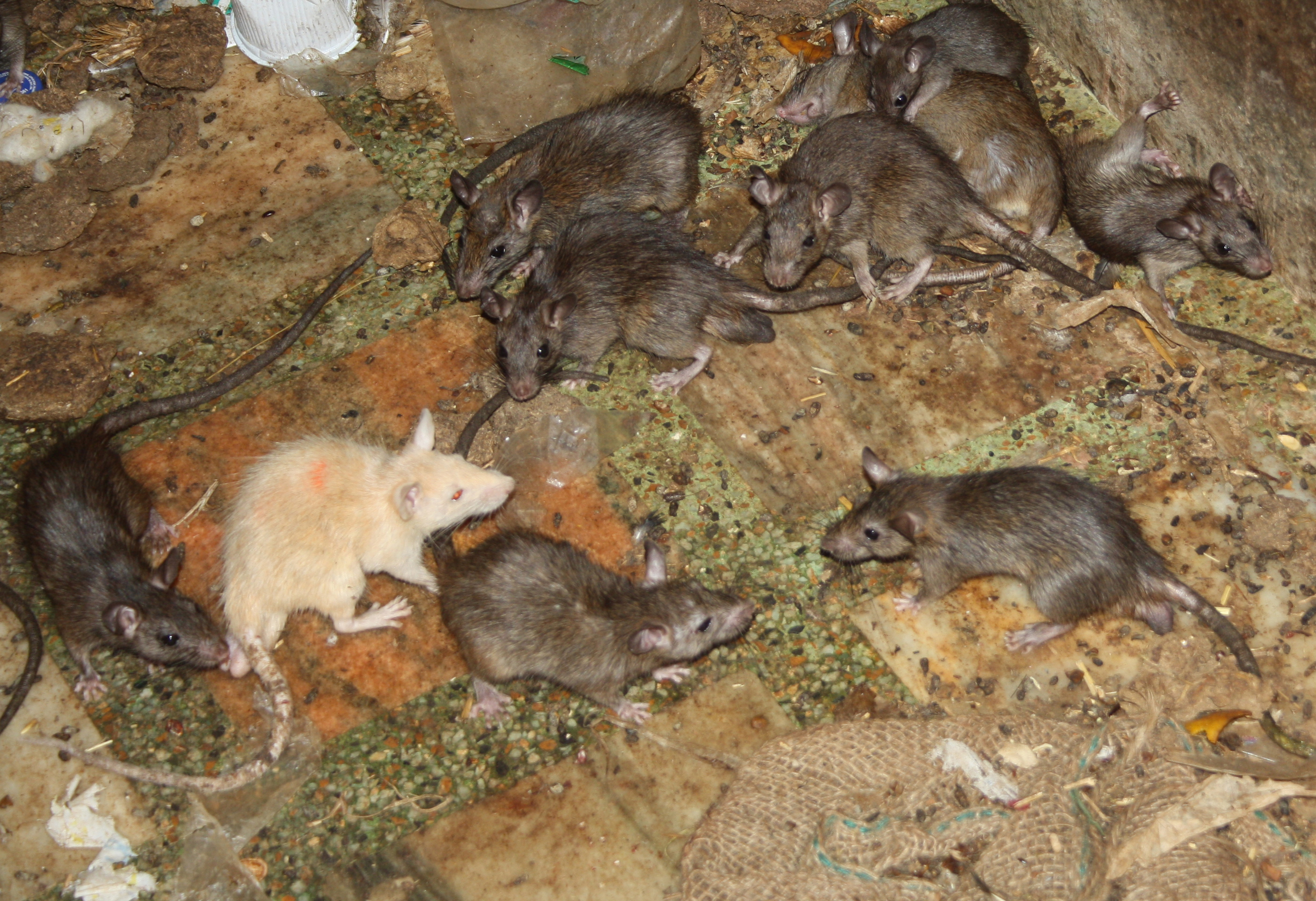
Een witte rat te midden van een groep zwarte ratten

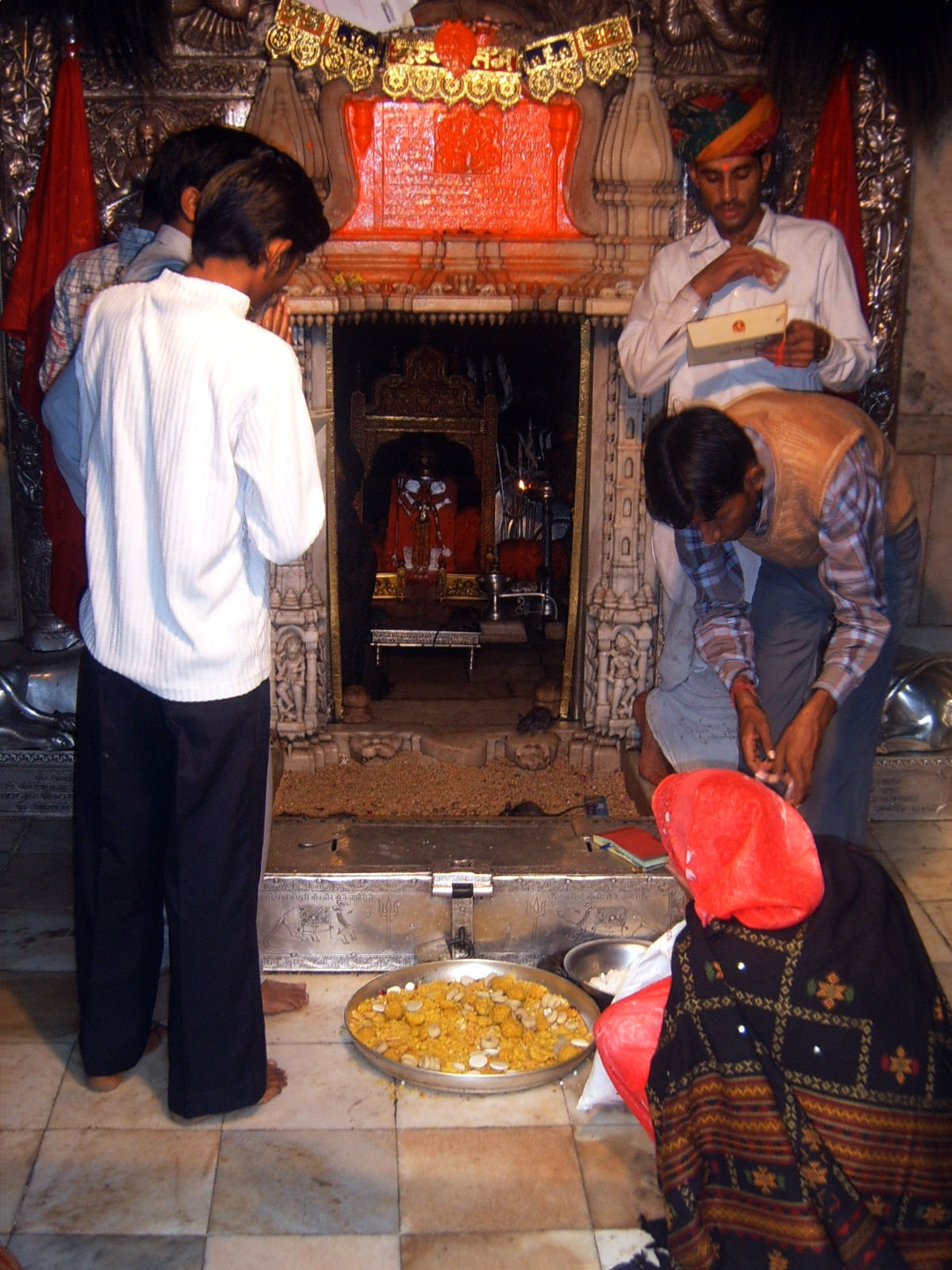
Het allerheiligste van de tempel; het beeld van Karni Mata onder de gouden baldakijn

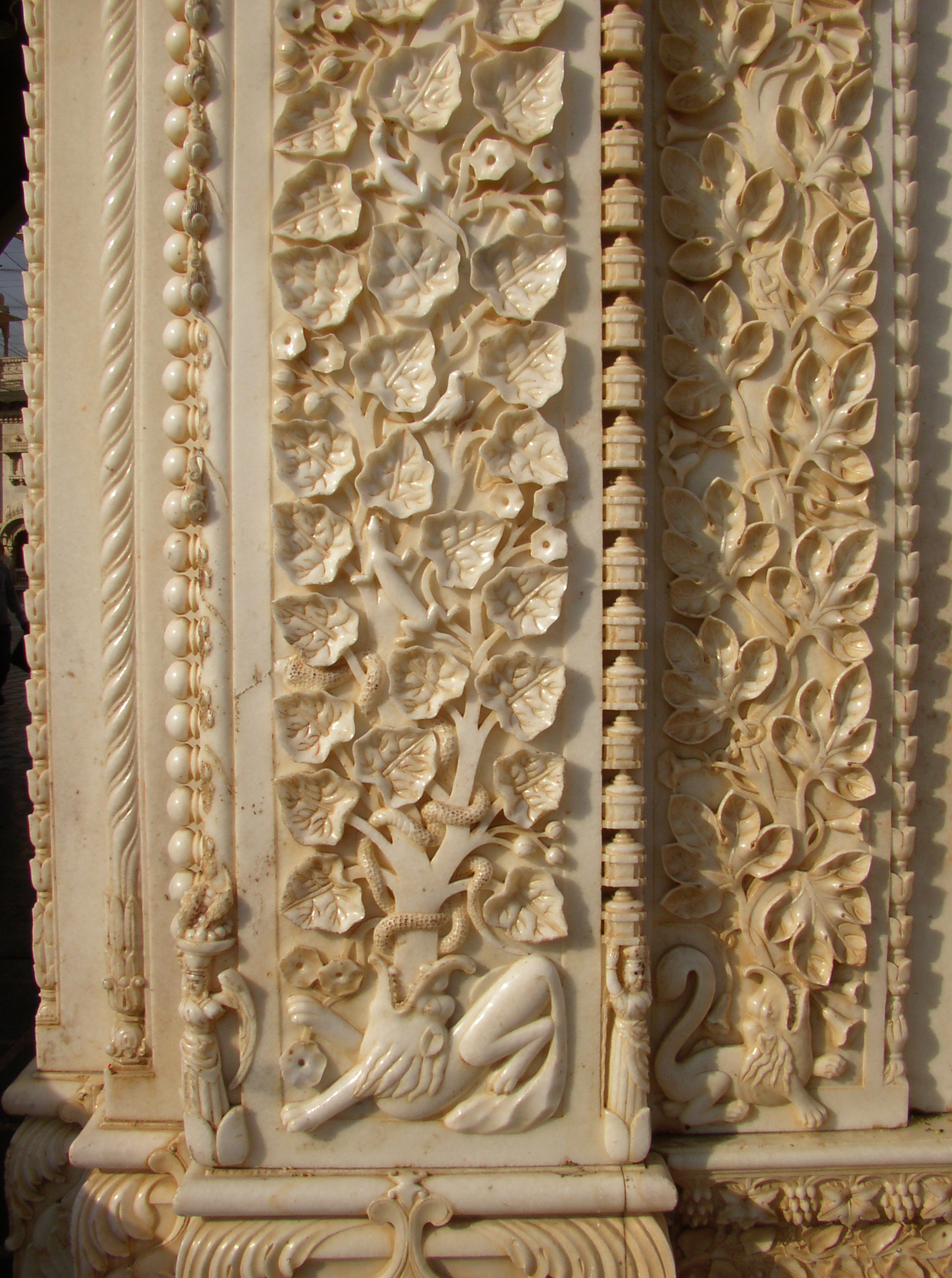
Marmerdecoratie in de tempel

De Karni Matatempel (Hindi: करणी माता मंदिर) is een hindoeïstische tempel gewijd aan Karni Mata, gelegen in Deshnok op 30 kilometer van Bikaner in de Indiase deelstaat Rajasthan. Het wordt ook wel de Rattentempel genoemd. 
Deze tempel geniet bekendheid en trekt vele bezoekers vanwege de ongeveer 25.000 zwarte ratten die er leven en worden vereerd. De bezoekers zijn enerzijds gelovigen die de ratten een eerbetoon komen brengen en anderzijds toeristen van over de gehele wereld.

## Legende
De legende beweert dat Laxman, zoon van Karni Mata, verdronk in een vijver in Kapil Sarovar in Kolayat Tehsil terwijl hij poogde hieruit te drinken. Karni Mata smeekte Yama, de god van de dood, hem opnieuw tot leven te wekken. Aanvankelijk weigerde Yama dit, maar uiteindelijk zwichtte hij op voorwaarde dat Laxman en al zijn mannelijke kinderen zouden reïncarneren als ratten.
Het nuttigen van eten waaraan de ratten geknaagd hebben (prasad) wordt beschouwd als een ´hoge eer´. Wanneer een van de ratten wordt gedood, moet deze worden vervangen door een exemplaar van massief zilver.

## Architectuur
Het gebouw werd in zijn huidige vorm voltooid in de vroege 20e eeuw in de late Mogolstijl door maharadja Ganga Singh van Bikaner. De voorgevel van de tempel is gemaakt van marmer en is voorzien van zilveren deuren. Achter de voordeur bevinden zich nog meer zilveren deuren met panelen die de verschillende legendes van de godin afbeelden. Het heiligdom aan de binnenzijde van de tempel bevat een afbeelding van de godin zelf.

## Witte ratten
Onder de vele duizenden ratten die in de tempel leven, bevindt zich een klein aantal witte ratten. Deze worden als bijzonder heilig gezien. De legende stelt dat de witte ratten manifestaties zijn van Karni Mata en haar vier zonen. Het zien van de witte ratten is voor hindoes een speciale zegening.

## Aanbidding
De tempel is vroeg geopend voor het publiek, namelijk vanaf 4 uur ´s ochtends. Charan-priesters verrichten Mangla-Ki-Aarti (ochtendgebed) en offeren bhog (speciaal voedsel). De gelovigen brengen eveneens offers aan de ratten. Er zijn twee soorten offers; de dwar-bhent wordt opgedragen aan de priesters en medewerkers, terwijl de kalash-bhent wordt gebruikt voor tempelonderhoud.
De Karni Mata Fair (Karni-matafestival) wordt tweemaal per jaar georganiseerd in Deshnok. Het eerste festival wordt gehouden in maart en april gedurende de navratri´s van Chaitra Shukla Ekam tot Chaitra Shukla Dashmi. Het tweede festival heeft plaats in september en oktober, ook tijdens de navratri´s van Ashvin Shukla tot Ashwin Shukla Dashmi. Tijdens de navatri reizen duizenden mensen te voet naar de tempel.

## Media
De Karni Matatempel verscheen in het eerste seizoen van het Amerikaanse realityprogramma The Amazing Race.
Omwille van de rattenverering werd de tempel belicht in de documentaire Rats uit 2016, van Morgan Spurlock.